# Schistomysis
Schistomysis is een geslacht van aasgarnalen uit de familie van de Mysidae.

## Soorten
- Schistomysis assimilis (G.O. Sars, 1877)
- Schistomysis elegans G.O. Sars, 1907
- Schistomysis kervillei (G.O. Sars, 1885)
- Schistomysis ornata (G. O. Sars, 1864)
- Schistomysis parkeri Norman, 1892
- Schistomysis spiritus (Norman, 1860)

Niet geaccepteerde soorten:
- Schistomysis arenosa (G.O. Sars, 1876) → Paramysis arenosa (G.O. Sars, 1877)
- Schistomysis helleri (G.O. Sars, 1876) → Paramysis (Longidentia) helleri (G.O. Sars, 1877)